# ریکاردو ماتوس (بازیکن فوتبال، زاده ۱۹۷۹)
ریکاردو ماتوس (انگلیسی: Ricardo Matos؛ زادهٔ ۱۵ فوریهٔ ۱۹۷۹) بازیکن فوتبال اهل پرتغال است.
از باشگاه‌هایی که در آن بازی کرده‌است می‌توان به باشگاه فوتبال لیتشوئس، باشگاه فوتبال پورتو بی، باشگاه فوتبال ریبیرائو، باشگاه فوتبال ویتوریا ستوبال، باشگاه فوتبال فامالیکاو، و باشگاه فوتبال وارزیم اشاره کرد.